# اندیس مس شیخ احمد
مس شیخ احمد یک اندیس فلزی است که در حوالی شهر زیروکی استان سیستان و بلوچستان قرار دارد و مادهٔ معدنی موجود در آن، مس است.سنگ میزبان این اندیس فلیش های رسوبی وآهکهای کرتاسه است و دیرینگی آن به دوران کرتاسه بالایی-ائوسن می‌رسد. 